# Königliche Chirurgische Akademie

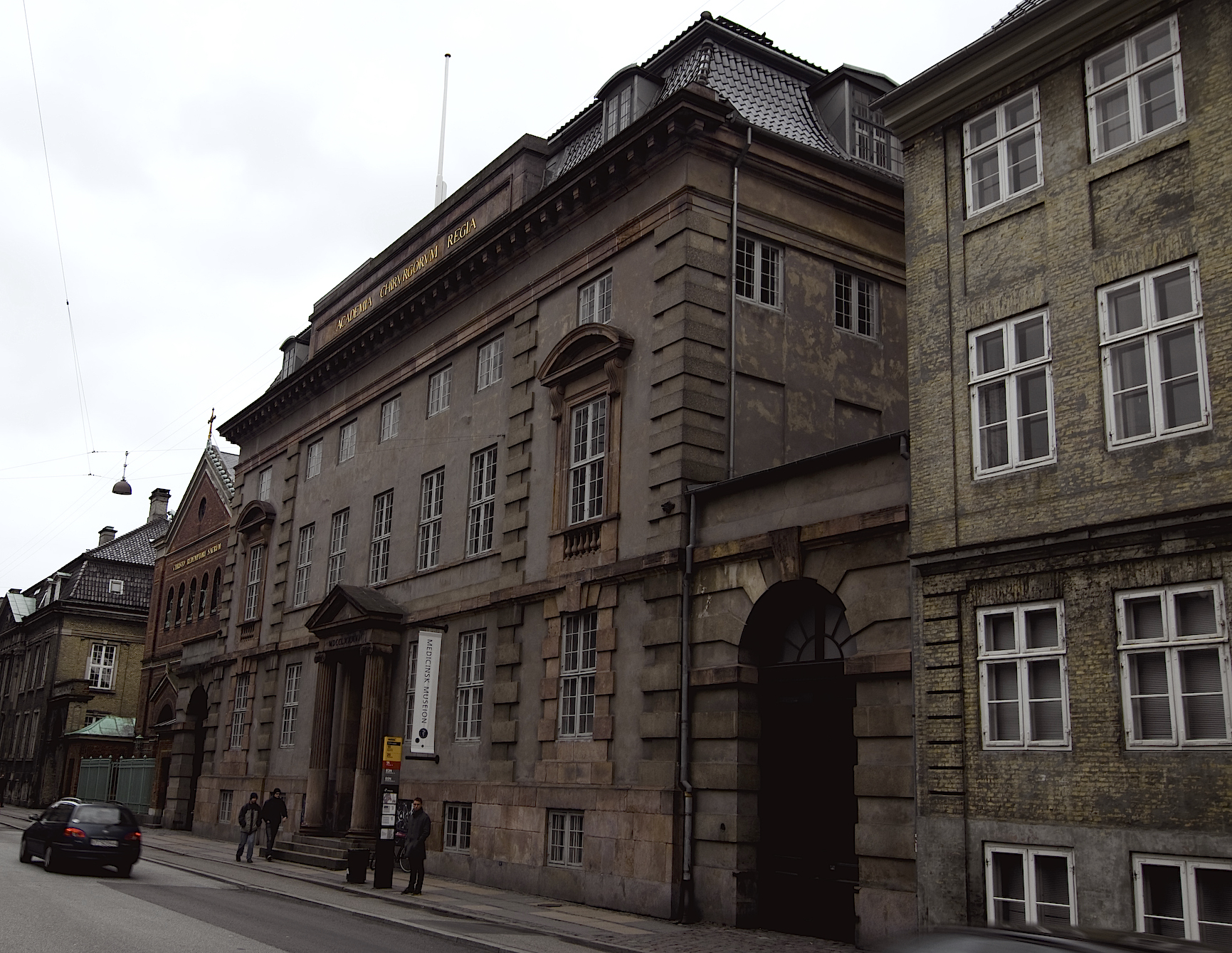
Akademiegebäude, heute Medizinisches Museum Kopenhagen

Die Königliche Chirurgische Akademie (dänisch Det Chirurgiske Akademi) wurde 1785 in Kopenhagen gegründet. Sie diente vor allem der Ausbildung von militärischen und zivilen Chirurgen. Am 1. Januar 1842 verschmolz sie mit der Universität Kopenhagen.

## Geschichte
Unter Dänemarks Königin Juliane von Braunschweig-Wolfenbüttel wurde die Akademie von Peter Meyn gebaut. Als Nachfolgerin des Anatomischen Theaters eröffnet wurde die Kongeligt Kirurgisk Akademi am 22. Juni 1785 von Johan Christian Bodendick (1735–1818), dem Leibarzt der Königin. Neben der mit der Universität verbundenen Medizinischen Fakultät war die Akademie die zweite medizinische Ausbildungsstätte in der Hauptstadt von Dänemark-Norwegen. Im Gegensatz zur Fakultät hatte sie alle öffentlichen Belange des Gesundheitssystems wahrzunehmen. Frei vom Barbierwesen und damit vom Zunftzwang, verschaffte sie der Chirurgie in Dänemark und Norwegen den gleichen wissenschaftlichen Rang wie der (jüngeren) Medizin. Der 50-jährige Streit zwischen handwerklichen Chirurgen und akademischen Ärzten war damit beendet. Vorausgegangen waren hochpolitische Auseinandersetzungen mit wechselnden Mehrheiten um
Johann Friedrich Struensee, Ove Høegh-Guldberg und Kronprinz Friedrich. Wie an der Fakultät berechtigte das Examen zur medizinischen und chirurgischen Berufsausübung.

„Es ist ein Phänomen, daß die Chirurgie in zwey Königreichen [Dänemark und Norwegen] die gebührende Ehre, Achtung und Unabhängigkeit von der Medicin genießt; und daß sie dagegen in den Herzogthümern [Schleswig und Holstein], die doch unter derselben Regierung stehn, durch das Bartscheeren und Zunftwesen herabgewürdigt wird und von der Medicin abhängig ist. Die Ursache ist, daß dort die Chirurgen kein wichtiges Civilamt erhalten und die Militärämter mit den Eleven der Akademie besetzt werden. Den holsteinischen Chirurgen bleibt also nichts übrig, als das Barbierwesen, welches zur medicinischen und chirurgischen Praxis keinen Zugang hat.“

### Lehrer
Der Lehrkörper bestand aus drei Professoren, zwei Adjunkten, einem Chemielehrer und vier Reservechirurgen. Außer der medizinischen Pathologie und Therapie wurden alle Vorlesungen bei der Akademie und der Fakultät doppelt gelesen, Anatomie und Chirurgie in dänischer und deutscher Sprache.

### Studenten
Gewöhnlich 8 medizinischen standen 130 chirurgische Studenten gegenüber. Es gab weit mehr chirurgische als „medizinische“ Ämter. Von 1786 bis 1808 wurden 55 Mediziner, 290 Chirurgen, 163 Apotheker und 524 Wehemütter an der Akademie und der Fakultät examiniert. Unter den Absolventen war Ludwig Levin Jacobson.

### Zahnmedizin
Die Akademie erhob bei Friedrich VI. Klage, als die Medizinische Fakultät der Christian-Albrechts-Universität zu Kiel (damals im Herzogtum Holstein) einem Zahnarzt nach erfolgreicher Prüfung die Erlaubnis zur Ausübung der Zahnheilkunde erteilt hatte.

## Lehrer
- Heinrich Callisen, General-Direktor
- Adolf Callisen
- Alexander Kölpin
- Johann Christian Berger, kgl. Leibarzt

## Ähnliche Einrichtungen
- Confrérie de Saint-Côme et de Saint-Damien, Paris (1268)
- Collegium medico-chirurgicum (Dresden) (1748)
- k.k. medizinisch-chirurgische Josephs-Academie (Wien) (1784)
- Pépinière (1795)
- Petersburger Medizinisch-Chirurgische Akademie (1798)
- Medizinisch-Chirurgische Akademie Warschau (1857)
- Militärmedizinische Akademie Gülhane (1898)